# Eurocentrismo

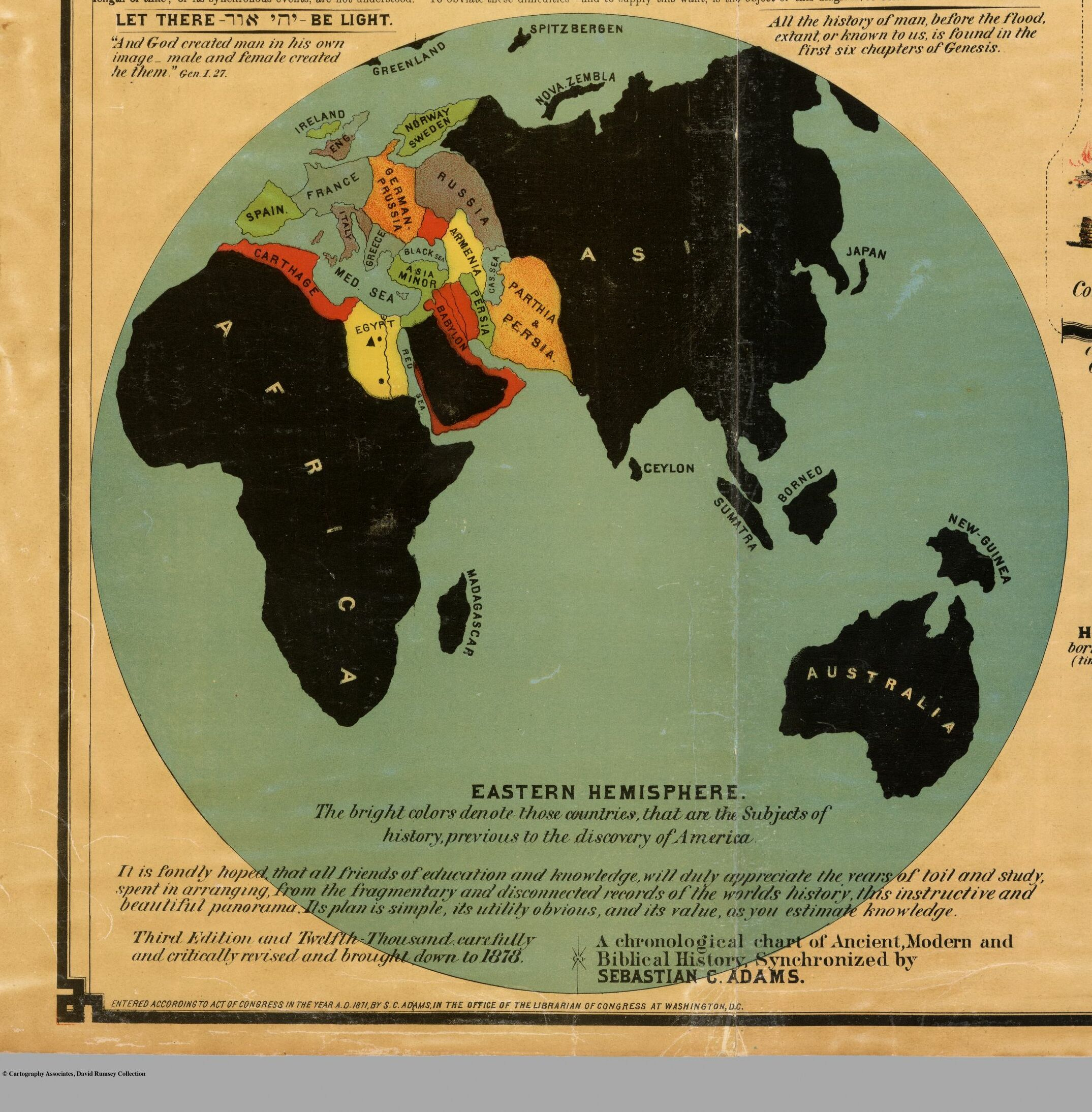
Movimiento de placas continentales o atemporalidad de la Pangea.

El eurocentrismo es una cosmovisión que, en su forma más básica, coloca a Europa como centro de todo. 
Como espacio intelectual promotor de un sesgo cultural, el inicio de su prominencia ha sido remontado a las élites del Renacimiento, convirtiéndose en un conjunto de teorías sociales universalistas y evolucionistas que defendían un papel de liderazgo de Europa para conquistar el mundo.
El eurocentrismo (como otras formas de etnocentrismo) ha sido considerado un prejuicio cognitivo y cultural, que supone la existencia de experiencias históricas lineales movidas por esquemas culturales fijos, correspondientes a los provistos por la historia europea, considerando a las trayectorias no europeas como formaciones incompletas o deformadas.

## Introducción
El eurocentrismo refiere más concretamente a la mirada del mundo a partir de la experiencia europea occidental, donde las ventajas o beneficios para los europeos y sus descendientes se consiguen a expensas de otras culturas, justificando esta acción con paradigmas o normas éticas. Se habla entonces de una “específica racionalidad o perspectiva de conocimiento que se hace hegemónica colonizando y sobreponiéndose a todas las demás, previas o diferentes, y a sus respectivos saberes concretos, tanto en Europa como en el resto del mundo”. De esta forma, se concluye que el etnocentrismo como tradición intelectual, como método de análisis de culturas dominantes y dominadas o como idea hegemónica de superioridad (como en el eurocentrismo) debe ser objeto constante de crítica en la academia por diversas disciplinas, en la medida en que las imposiciones dadas por las hegemonías culturales consideradas de rango superior distorsionan la realidad cultural y social mundial, ignorando o suprimiendo una pluralidad de culturas que quieren ser una copia de la cultura dominante.

## Abandono académico del eurocentrismo
Enrique Dussel explica que en el siglo XVIII, la Europa moderna y "bárbara", inventó una trayectoria histórica lineal entre la Antigua Grecia, el Imperio romano y la Europa moderna, que ha sido utilizada desde entonces como esquema ideológico básico del relato histórico.
Esta concepción europeo céntrica de la historia no ha abandonado a la historiografía ni a la sociología occidental hasta el día de hoy, pese a los esfuerzos que los historiadores han llevado a cabo, especialmente desde el siglo XX, para entender y comprender la experiencia humana en su totalidad. Los historiadores modernos pudieron establecer que la tecnología china entre los siglos XIV y XV había logrado avances que previamente se habían considerado creaciones europeas. Así el papel, la brújula, la pólvora, el antecesor de la imprenta moderna y la fundición de hierro colado se iniciaron en China mucho antes que en Europa. La investigación a finales del siglo XX, estableció claramente que aún durante la Edad Moderna, Asia era el continente económicamente dominante en el mundo. Hacia 1500, Oriente Medio, India y China concentraban cerca del 60 % de la producción mundial, y poco antes de 1800 el 80 % de la misma. Durante el siglo XVIII, los textiles de India se exportaban extensivamente a Francia e Inglaterra. Y gran cantidad de productos industriales chinos estaban presentes tanto en la América colonial desde el siglo XVII como en Europa. Se estima que un 75 % de la plata extraída por los españoles en América acabó en China a cambio de la compra de productos manufacturados en China. Solo la Revolución Industrial europea alteró este equilibrio, y mediante conquista militar gran parte de Asia pasó a estar controlada por potencias europeas.
Si bien el eurocentrismo no es una postura mayoritaria en el mundo académico actualmente, numerosos intelectuales e incluso académicos siguen teniendo posturas que parcialmente repiten argumentos eurocéntricos. Por ejemplo la visión del choque de civilizaciones, ampliamente criticados por otros académicos, defendida extensivamente por Samuel P. Huntington.
A pesar de estos esfuerzos por señalar y mitigar el peso del eurocentrismo en el mundo académico, varios autores han apuntado a la prevalencia de sesgos eurocéntricos incluso en trabajos o espacios académicos que buscan trascender el eurocentrismo. Alina Sajed y John Hobson han apuntado a la emergencia de un eurocentrismo crítico, argumentando que «mientras que [la teoría crítica de Relaciones Internacionales] es ciertamente crítica de Occidente, prevalece una tendencia al "Eurofetichismo" —esto es, la tendencia a que Occidente sea reificado como agente a expensas de minimizar la agencia de actores no occidentales— lleva a un "Eurocentrismo crítico"» [traducción del original en inglés]. En esta misma línea, Audrey Alejandro ha propuesta la idea de un eurocentrismo postcolonial, entendido como una forma emergente de eurocentrismo que

reproduce criterios eurocéntricos tal como son entendidos comúnmente en la literatura —un rechazo de la agencia "no-occidental," una narrativa teleológica centrada en Occidente, y la idealización de Occidente como referente normativo— pero cuyo sistema de valores es diametralmente opuesto al del eurocentrismo tradicional: dentro del marco del eurocentrismo postcolonial, Europa es considerada igualmente como el principal agente "proactivo" de la política mundial —pero en este caso, entendida como la punta de lanza de la opresión global, en vez del progreso. En efecto, en los términos de este eurocentrismo postcolonial, la capacidad europea para homogeneizar el mundo en función de sus estándares particulares de unificación es considerada como un proceso perjuicioso —es decir, la destrucción de la diversidad— antes que beneficioso —por ejemplo, una muestra positiva de liderazgo. En ambos casos, el discurso eurocentrista presenta "Occidente" como el principal actor capaz de organizar el mundo acorde a su imagen. Prevalece un excepcionalismo europeo; si bien es cierto que, desde la perspectiva eurocéntrica postcolonial, Europa no es considerada como el mejor actor, sino como el peor.»

## Enlaces
- The Eastern Origins of Western Civilisation
- Blaut, James M. Eight Eurocentric Historians. New York: Guilford Press, 2000. ISBN 1572305916 (reseña)

- Datos: Q376717